# ارجی

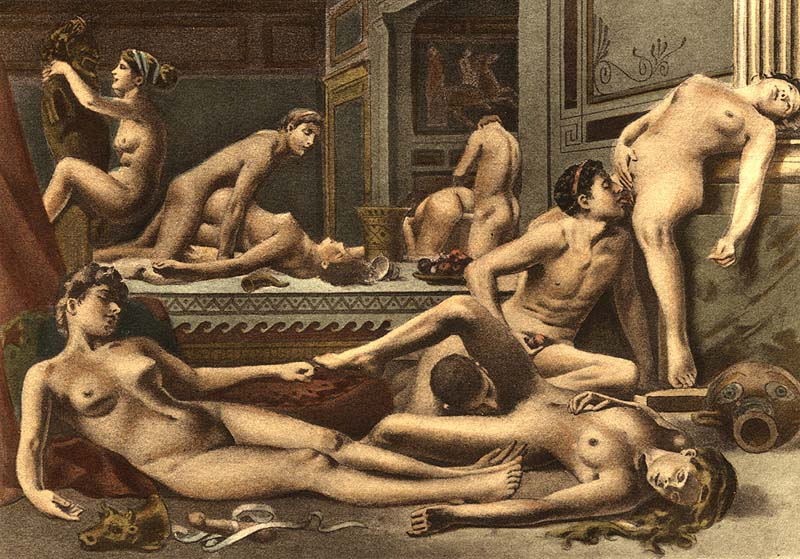
نقاشی ادوار-آنری آوریل

در کاربرد امروزی، اُرجی (انگلیسی: Orgy) سکس پارتی‌ای که در آن مهمانان به آمیزش جنسی یا سکس گروهی باز و بی‌قید و بند می‌پردازند.
پارتی‌های سکس ضربدری همواره در این چارچوب قرار نمی‌گیرند زیرا در بسیاری از پارتی‌های ضربدری شریک جنسی ممکن است یکدیگر را بشناسند یا حداقل از لحاظ طبقه اقتصادی، سطح تحصیلات یا دیگر خصوصیات اشتراکاتی با یکدیگر داشته باشند. 
شرکت در یک «ارجی» از فانتزی‌های جنسی معمول و از زیرژانرها در فیلم‌های پورنو است.